# Anglo-korsisches Königreich
Das Anglo-korsische Königreich war ein abhängiges Protektorat des Königreiches Großbritannien, das von 1794 bis 1796 auf der Insel Korsika während des Ersten Koalitionskrieges bestand.

## Hintergrund
Während der Zeit der französischen Revolution war Korsika seit zwei Jahrzehnten ein Teil Frankreichs. Der korsische Führer Pasquale Paoli, der unter der Monarchie verbannt worden war, wurde so etwas wie ein Idol der Freiheit und der Demokratie. Im Jahre 1789 wurde er von der Nationalversammlung nach Paris eingeladen, wo er als Held vor der Versammlung gefeiert wurde. Danach wurde er mit dem Rang eines Generalleutnants nach Korsika zurückgeschickt.
Allerdings spaltete sich Paoli schließlich von der revolutionären Bewegung ab, da er bezüglich der Frage der Hinrichtung von Ludwig XVI. mit ihr uneins war. Durch die Französische Nationalversammlung des Verrats angeklagt, berief er die  Consulta   in Corte im Jahr 1793 ein. Er selbst war Präsident dieses Rats. Es wurde die formale Abspaltung Korsikas von Frankreich proklamiert. Er bat um den Schutz der britischen Regierung, die sich im Krieg mit dem revolutionären Frankreich befand, und schlug vor, das Königreich Irland als Modell für ein autonomes Königreich unter der britischen Monarchie zu wählen. Für Großbritannien war es eine Gelegenheit, eine Mittelmeer-Basis zu sichern.
Im Jahr 1794 schickte Großbritannien eine Flotte unter Admiral Samuel Hood nach Korsika. Für kurze Zeit kam Korsika formal unter die Herrschaft von König Georg III.
Die Verfassung war demokratisch, mit einem Vizekönig (Sir Gilbert Elliot), der den König repräsentierte, einem gewählte Einkammer-Parlament, und einem Rat, der das Exekutivorgan des Königreichs war, mit Carlo Andrea Pozzo di Borgo als procureur-general-Syndikus (Chef der Zivilregierung) und späterem Präsidenten des Staatsrates, an der Spitze, als Staatsreligion wurde der Katholizismus festgelegt.
Das Verhältnis zwischen Paolis Regierung und den Briten war jedoch nie klar definiert, was zu zahlreichen Autoritätsfragen und -konflikten führte. Insbesondere entstanden Spannungen aus dem Konflikt zwischen Sir Gilberts Loyalität gegenüber der britischen Monarchie und Paolis republikanischen Neigungen und dem Wunsch, die korsische Autonomie zu verteidigen. Es gab auch eine ausgeprägte Trennung zwischen Corte, der traditionellen Hauptstadt und einer Binnenhochburg und Bastia an der Küste, wohin Sir Gilbert Anfang 1795 die Hauptstadt verlegte und die das Zentrum der französischen und korsischen Royalisten darstellte.
Als Spanien 1795 im Frieden von Basel aus der antifranzösischen Koalition ausschied, erachteten die Briten ihre Position im Mittelmeer als prekär und zogen ihre Kräfte von der Insel bis Oktober zurück. Die britische Regierung forderte Paoli zum Rücktritt auf. Mangels Alternativen war er gezwungen die Briten bei ihrem Rückzug von der Insel zu begleiten. Am 19. Oktober 1796 eroberten die Franzosen Bastia und Korsika wurde zu einem französischen Département.